# Ahmadou Kourouma
Ahmadou Kourouma (Boundiali, 1927. november 24. – Lyon, 2003. december 11.) elefántcsontparti író, a francia nyelvű afrikai irodalom kiemelkedő alakja.

## Életpályája
Egy ismert malinke család legidősebb fiaként Ahmadou Kourouma 1927-ben született az akkor még francia fennhatóság alá tartozó Elefántcsontparton. Hétéves korától a helyi szokásoknak megfelelően nagybátyja nevelte, aki beíratta a boundialii francia iskolába. Felsőfokú tanulmányait Maliban, Bamakóban végezte. 1950 és 1954 között, míg szülőhazája francia fennhatóság alá tartozott, francia katonai küldetésekben vett részt Indokínában, melyek után visszatért Franciaországba, hogy matematikai tanulmányokat folytasson Lyonban.
Kourouma az ország 1960-as függetlenné válása után tért vissza Elefántcsontpartra, ahol hamar összetűzésbe került a hatalommal, miután megkérdőjelezte Félix Houphouët-Boigny kormányának törvényességét. Rövid börtönben eltöltött időszak után Kourouma több évet töltött száműzetésben, először Algériában (1964-1969), majd Kamerunban (1974-1984) és Togóban (1984-1994), mielőtt véglegesen letelepedett szülőhazájában. Évtizedeken át a Compagnie Commune des Réassurances des Etats de l'Afrique Francophone biztosítótársaság igazgatója volt.
Annak bemutatására, hogyan árulták el az egyes afrikai országokban a törvényes hatalmak létrehozására tett erőfeszítéseket a függetlenség hajnalán, Kourouma az irodalmat választotta. Első regénye, A Függetlenség fényes napjai (Les soleils des indépendances, 1970), számos kritikai utalást tartalmaz a frissen függetlenné vált afrikai kormányokra. Húsz évvel később megjelent második könyve, Monne, outrages et défis, a gyarmati élet egy évszázadának történetét meséli el. 1998-ban jelent meg az Amíg a vadállatok szavaznak (En attendant le vote des betes sauvages) című szatírája, amelyben egy griot (afrikai mesemondó) Voltaire stílusában elmeséli, hogyan válik egy törzsi vadász diktátorrá. A történetet Togo elnöke, Gnassingbé Eyadéma inspirálta. 2000-ben jelent meg az Allah nem köteles... (Allah n'est pas obligé) című pikareszkje, egy gyerekkatonává tett árva története, aki a nagynénjét akarta meglátogatni Libériában.
Az Elefántcsontparton 2002-ben kitört fegyveres felkelések során Kourouma kiállt a háború és az elefántcsontparti nemzettudat koncepciója ellen, amelyet a következőképpen aposztrofált: "egy képtelenség, ami káoszba vezetett bennünket". Laurent Gbagbo elnök azzal vádolta meg, hogy az ország északi részén harcoló lázadó csapatokat támogatja.
Franciaországban Ahmadou Koruma minden művét nagy elismeréssel fogadták, hatalmas példányszámban keltek el. A szerző számos díjat kapott, mint például a Renaudot-díj 2000-ben, vagy a Középiskolások Goncourt-díja, amelyet az Allah nem köteles...-ért kapott. Angol nyelvterületen Kourouma még nem aratott sikereket, néhány pozitív kritika ellenére is ismeretlennek számít az egyetemek afrikai szépirodalmat tanító kurzusain kívül.
Halála időpontjában az Allah nem köteles... folytatásán dolgozott, amelynek a Quand on refuse on dit non (Amikor valaki nem ért egyet, nemet mond) címet adta. Ebben az előző könyv gyerekkatona főhőse, Birahima, leszerel és visszatér Elefántcsontparta, ahol épp kitörőben van egy új helyi konfliktus.

## Művei
- Le soleil des indépendances, 1968
  - A Függetlenség fényes napjai[1]
- Le diseur de vérité, 1972
- Monne, 1990
- En attendant le vote des betes sauvages, 1998
- Allah n'est pas obligé, 2002,
  - Allah nem köteles...[2]
- Quand on refuse on dit non, 2005

### Magyarul
- A Függetlenség fényes napjai; ford. Lángh Júlia; Kávé, Bp., 2001 (Fekete Kávé-könyvek)
- Allah nem köteles... Regény; ford. Takács M. József; Ulpius-ház, Bp., 2002